# Quinazolinone
La quinazolinone est un composé hétérocyclique dérivé de la quinazoline portant un groupe carbonyle et de formule brute C8H6N2O. Il existe deux isomères de la quinazolinone, la 2-quinazolinone et la 4-quinazolinone, l'isomère 4 étant le plus commun.

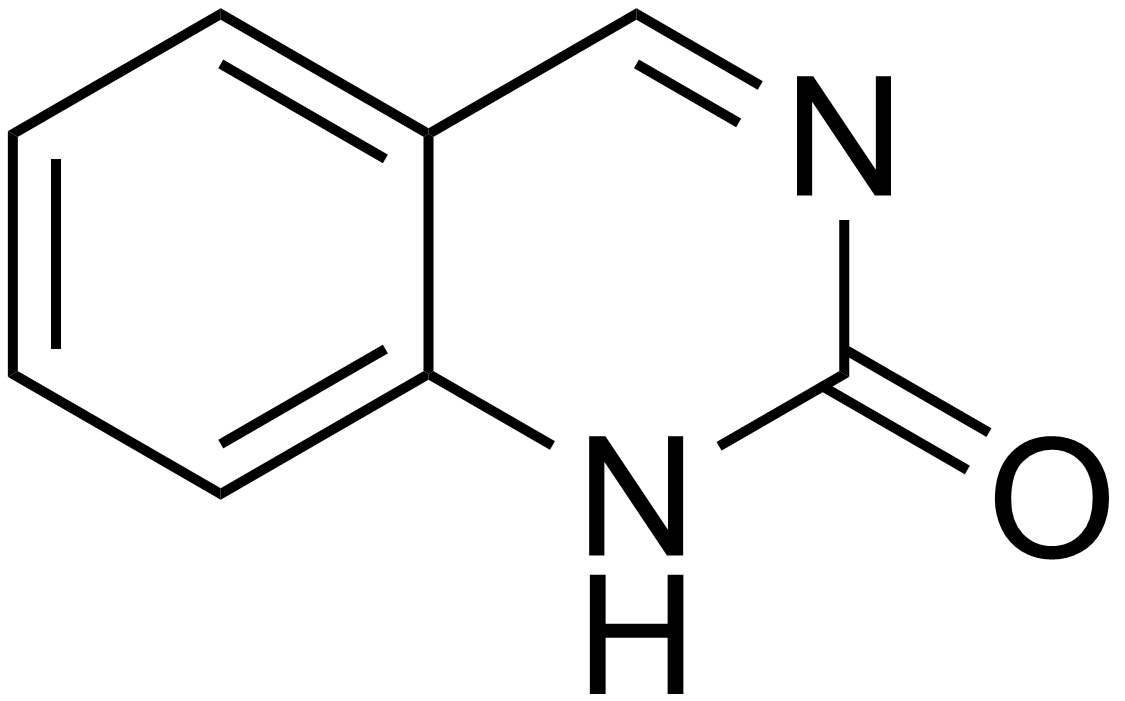
2-quinazolinone
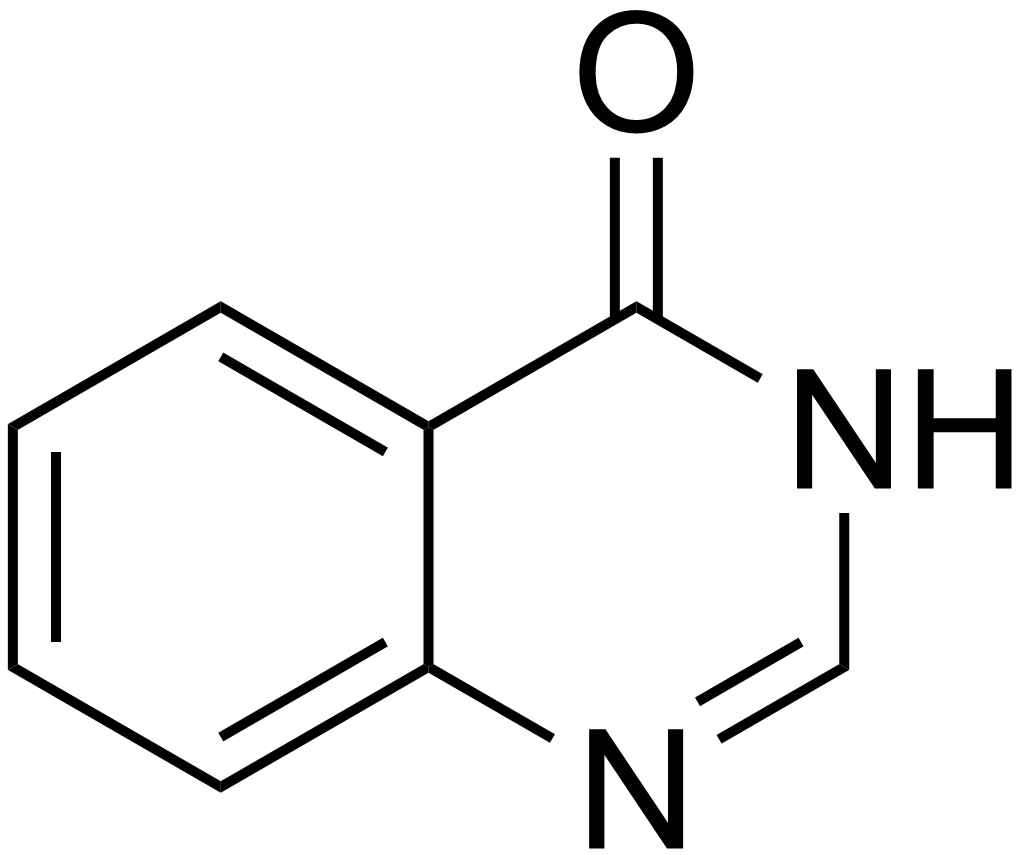
4-quinazolinone

## Dérivés
Les quinazolinones sont aussi une classe de médicaments de type hypnotique/sédatifs possédant un noyau de 4-quinazolinone. Elles auraient aussi un usage possible comme traitement contre le cancer. On compte par exemple dans cette classe l'afloqualone, la cloroqualone et la diproqualone.

Afloqualone
Cloroqualone
Diproqualone

Les exemples d'alcaloïdes contenant un noyau de quinazolinone sont la fébrifugine et l'halofuginone.